# Luis Vallier García-Alesson Lapeire
Luis Vallier García Alesson Lapeire (València, 1867? - 28 d'abril de 1936) fou un advocat, terratinent i polític valencià, diputat a les Corts Espanyoles durant la restauració borbònica.

## Biografia
Era fill de Luis Vallier Lapeire, marquès de González de Quirós. Era propietari de grans extensions de tarongers a la comarca de la Safor i s'havia casat amb Carmen Trénor Palavicino, germana de Tomás Trénor Palavicino. Membre del Partit Conservador, fou elegit diputat pel districte de Gandia a les eleccions generals espanyoles de 1914 i senador el 1918-1919.